# Little Chart
Little Chart es una parroquia civil y un pueblo del distrito de Ashford, en el condado de Kent (Inglaterra).

## Geografía
Según la Oficina Nacional de Estadística británica, Little Chart tiene una superficie de 6,01 km².

## Demografía
Según el censo de 2001, Little Chart tenía 239 habitantes (47,7% varones, 52,3% mujeres) y una densidad de población de 39,77 hab/km². El 16,74% eran menores de 16 años, el 73,22% tenían entre 16 y 74 y el 10,04% eran mayores de 74. La media de edad era de 43,05 años. Del total de habitantes con 16 o más años, el 29,65% estaban solteros, el 58,79% casados y el 11,56% divorciados o viudos.
El 92,08% de los habitantes eran originarios del Reino Unido. El resto de países europeos englobaban al 3,75% de la población, mientras que el 4,17% había nacido en cualquier otro lugar. Según su grupo étnico, el 97,52% eran blancos, el 1,24% mestizos y el 1,24% chinos. El cristianismo era profesado por el 75,93% y cualquier otra religión, salvo el budismo, el hinduismo, el judaísmo, el islam y el sijismo, por el 1,24%. El 14,52% no eran religiosos y el 8,3% no marcaron ninguna opción en el censo.
121 habitantes eran económicamente activos, 115 de ellos (95,04%) empleados y 6 (4,96%) desempleados. Había 98 hogares con residentes y ninguno vacío.